# Krasnohirka, Trosteaneț
Krasnohirka (în ucraineană Красногірка) este un sat în comuna Illeașivka din raionul Trosteaneț, regiunea Vinnița, Ucraina.

## Demografie
Componența lingvistică a localității Krasnohirka
     Ucraineană (99,76%)
     Alte limbi (0,24%)
Conform recensământului din 2001, majoritatea populației localității Krasnohirka era vorbitoare de ucraineană (99,76%), existând în minoritate și vorbitori de alte limbi.